# All I Really Want to Do
All I Really Want to Do är en låt skriven och lanserad av Bob Dylan 1964 på albumet Another Side of Bob Dylan. På låten som var albumets första spår blev det tydligt att Dylan lagt protestsångerna åt sidan för att istället framföra en ironisk låt om romantik. Låten blev senare en mer välkänd Dylan-komposition i och med att både Cher och The Byrds spelade in låten som singlar. The Byrds version var kraftigt omarbetad jämfört med Dylans original. Båda artister fick hitsinglar med sina versioner, i Storbritannien gick The Byrds version bäst med en fjärde plats på UK Singles Chart, medan Chers version gick bäst i USA och nådde #15 på Billboard Hot 100. Chers debutalbum döptes också efter låten.
Låten togs med på samlingsalbumet Bob Dylan's Greatest Hits, Vol. 2, och den finns med på Deluxe-utgåvan av samlingen Dylan. En liveversion med Dylan finns på albumet At Budokan, och ytterligare en blev tillgänglig då albumet The Bootleg Series Vol. 6: Bob Dylan Live 1964, Concert at Philharmonic Hall släpptes 2004.